# Зелёновский сельсовет (Рассказовский район)
Зелёновский сельсовет — муниципальное образование со статусом сельского поселения в Рассказовском районе Тамбовской области.
Административный центр — посёлок Зелёный.

## История
Постановлением Правительства Российской Федерации от 25 января 1999 года сельсовету присвоено наименование Зеленовский.
В соответствии с Законом Тамбовской области от 17 сентября 2004 года № 232-З установлены границы муниципального образования и статус сельсовета как сельского поселения.

## Население
| 2010  | 2012  | 2013  | 2014  | 2015  | 2016  | 2017  |
| ----- | ----- | ----- | ----- | ----- | ----- | ----- |
| 3618  | ↘3599 | ↘3584 | ↘3541 | ↘3521 | ↗4263 | ↘4134 |
| 2018  | 2019  | 2020  | 2021  |       |       |       |
| ↘3893 | ↘3692 | ↘3651 | ↘1613 |       |       |       |

## Состав сельского поселения
| № | Населённый пункт | Тип населённого пункта          | Население |
| - | ---------------- | ------------------------------- | --------- |
| 1 | Зелёный          | посёлок, административный центр | ↘1613     |